# Extraterrestre
En la cultura popular, en la ufología y en la xenobiología, se denomina extraterrestre a todo ser vivo originario de cualquier sitio ajeno a la Tierra. La mayor parte de las personas solo tiene en cuenta esta definición al referirse a los seres provenientes del espacio exterior. Por lo general, la vida extraterrestre inteligente se asocia al fenómeno de los objetos voladores no identificados, comúnmente llamado platillos voladores.

## Etimología

### Alienígena
La palabra compuesta latina alienígĕna fue transliterada del griego ‹all - os›. De la raíz gr. ‹all› pasó al lat. como ‹ali›, «otro, extraño», dos lexemas como elementos componentes (ali - gen) que en lo literal y dicho conjuntamente significarán lo «engendrado en otra tierra», siendo nombre común. Desde la antigüedad se usó en sentido civil para legislar lo extranjero, lo ajeno, lo extraño a un reino o nación concretos. Con morfemas se derivaron en latín una familia de palabras sintéticas de significados extensivos, concomitantes y complementarios.

### Alien
Alius: «otro de muchos» (alter es «otro de dos», a veces se toma por alius). Alienus: «desigual». Alieno «ageno, conmutada en ajeno: lo que no nos es propio». Aliena: «ajeno (referido a cosas, propiedades, cualidades)» y alieni: «ajeno (referido a personas)». Alienígena en inglés es alien, con exacto origen y mismo significado, «ajeno» con valor civil de extranjero, alóctono, foráneo, extraño.

### Extraterrestre
También es palabra compuesta extra-terrestre, donde ‹extra› significa «fuera por contraposición a intra» o ‹exter› «fuera», más propiamente se aplicaron sus derivadas ‹exterus› como «lo nacido en el exterior, lo exterior hostil: exterae nationes & gentes... exterus hostis» que también se presenta con valor de «extranjero» o ‹externus› como «lo que es externo, foráneo: extrinsecus accedens... adventitius...... externi homines... y otras frases» o ‹extimus › como «los cielos extremos, el cosmos: orbis coelestis extimus» y a todo esto se le conjunta & ‹terrae›.

### Acepciones extática y científica
Con respecto a las definiciones de “alien” y “extraterrestre”, es necesario denotar que existe una diferencia entre sus definiciones. Extraterrestre, claramente, es una palabra creada para explicar en términos simples la procedencia de estos seres. En cambio, la palabra alien es latina y su significado es “extranjero”, “extraño”, “ajeno” o "el/lo otro" (aquí coincide con la otra palabra de origen latino alter). La palabra alien hoy sobre todo es utilizada para referirse a seres extraterrestres, tras el éxito de la película del mismo nombre. En Estados Unidos la palabra alien, en la jerga administrativa, se sigue utilizando con el significado de extranjero; así cualquier tramitación de visa o regularización de papeles es referida al alien.

## Investigaciones del fenómeno
Actualmente se conceptualiza el fenómeno extraterrestre usando diferentes perspectivas:
- Como un fenómeno del que no se tiene evidencia, pero que se puede manejar de manera rigurosa usando el método científico (astrobiología y «ufología procientífica»).
- Como un hecho que se acepta como real y del que simplemente se debe acumular evidencia para convencer a todos los no creyentes (ufología «popular» o «comercial», llamada «ufología acientífica»).
- Como un fenómeno paranormal dentro del ocultismo (teoría menos aceptada por la ciencia ortodoxa y la mayoría de los ufológos, ya que carece de objetividad científica).

Los enfoques de la ufología acientífica son tan variados, como las opiniones de los que proponen las teorías. Sobra decir que dichos enfoques no gozan de ninguna aceptación científica, y solamente la astrobiología y la ufología procientífica se acercan a la noción de ciencia, sin llegar a ser aceptadas por completo en forma generalizada.
En el contexto de la astrobiología, existen esfuerzos de investigación para intentar demostrar la presencia de vida en el cosmos, por ejemplo el llamado proyecto SETI, dedicado a rastrear el espacio con radiotelescopios, a la espera de captar alguna señal no natural o mensaje proveniente de seres inteligentes.
Según los escépticos y, a pesar de que mucha gente afirme supuestamente haberlos conocido o, incluso, ser uno de ellos, no existe en la actualidad ninguna prueba fiable que confirme la existencia de vida extraterrestre. Se sostiene que la mayoría de las pruebas aportadas son testimonios de supuestos avistamientos o raptos, o fotografías, que no representan por sí mismas evidencia irrefutable; con todo, un sector variable de la población (cambiante en función del país y la cultura) a lo largo del mundo, cree en la veracidad de las afirmaciones de muchos de los llamados testigos.
Actualmente, se asocia la idea de extraterrestre con la del fenómeno ovni, pero no siempre ha sido así. Y aunque el avistamiento de extraños vehículos y fenómenos aéreos es quizás muy antiguo (véase foo fighters y aviones fantasma), su asociación con los extraterrestres es históricamente muy reciente. Quizá el caso que llevó a asociar a los ovnis con los extraterrestres sea el caso de Kenneth Arnold, que afirmó haber avistado «platillos voladores» cerca del Monte Rainier el 24 de junio de 1947, en el estado de Washington, Estados Unidos. Luego de hacer públicas sus afirmaciones, multitud de personas informaron haber sido testigo de avistamientos en los Estados Unidos, fenómeno que no ha cesado hasta el presente, y que se extiende a lo largo y ancho del planeta.
Cabe notar que, en esa época, ya existía un rico folclore sobre extraterrestres, producto de la popularidad de obras como La guerra de los mundos de H. G. Wells, la adaptación y emisión de esta por la radio a cargo de Orson Welles, algunas obras de Julio Verne, pero sobre todo, los «Pulps», en donde escritores luego célebres, vertían sus ideas sobre la vida en otros planetas, y sobre sus posibles atributos.
En la ciencia ficción se usa con frecuencia el término alienígena (deformación del latín [alien], que significa otro) para designar las formas de vida de origen extraterrestre, y son muy recurrentes como argumento narrativo, pues desde la época de los Pulps los extraterrestres pueden servir para producir en el lector maravilla, asombro, o miedo (en ese entonces, niños, adolescentes, y adultos jóvenes), al poder imaginárseles atributos imposibles para los seres humanos. El cine pronto tomó dicha predilección literaria, transformándola en múltiples sagas de películas, todas las cuales ejemplifican distintas perspectivas sobre los extraterrestres, concomitantes con las distintas ideas de los diferentes autores literarios.
Este uso del término es claramente antropocéntrico, ya que rara vez se aplica a los seres humanos nacidos fuera de la Tierra; aun cuando los humanos invaden algún otro lugar del universo en la ficción, suelen seguir empleando el término para designar a los nativos del lugar.
Es notorio el trato que le da la cultura estadounidense a la idea de "extraterrestre", al que en inglés denominan alien, término que también se aplica a quien viene de afuera (inmigrantes). La palabra "alien" es un término legal dentro de las leyes de Estados Unidos para denotar a no ciudadanos del país. A partir de este concepto se crearon novelas consideradas políticamente correctas para hablar de inmigrantes dentro de los Estados Unidos, sin hacerlo de forma directa, a través de los extraterrestres. De hecho es notorio que en algunas obras de autores de dicho país, la cultura descrita para los extraterrestres es sacada de alguna cultura terrestre real, o la imagen que los autores y la sociedad estadounidense se hacen de dicha cultura. Extraterrestres colectivistas donde la individualidad se sacrifica en pos del grupo, representaban veladamente al comunismo y su falta de individualismo. Actualmente, extraterrestres con culturas teocráticas fundamentalistas hacen paralelos con la percibida amenaza terrorista de los llamados grupos islámicos.

### Características asociadas a los extraterrestres
Una imagen frecuente en la cultura popular, el cine y las historietas es la de extraterrestres de apariencia humanoide, como los hombrecillos verdes de la ciencia ficción clásica o los grises popularizados por Encuentros en la tercera fase y The X-Files.
Varias razones propician que en la cultura popular se le asocie frecuentemente una representación humanoide a una forma extraterrestre inteligente, pese a que no haya razón científica para suponerla probable. Ejemplo de ello es que en el caso de las películas esta representación simplifica el proceso de vestuario y maquillaje necesario para la representación de uno de ellos; además, el diseño basado en rasgos y expresiones humanas reconocibles favorece la estimulación de reacciones emocionales en el espectador. En este sentido la reacción humana tiene similitudes con la que se experimenta ante los robots, en cuyo caso una mayor similitud física con el ser humano genera una mayor empatía, tal como demuestra la teoría del valle inexplicable.
Es este sentido, a nivel psicológico es más fácil familiarizarse con un posible extraterrestre con características físicas reconocibles como brazos y piernas, dos ojos, una nariz y una boca, así también con aquel que posea un comportamiento reconocible tal como mostrar sus dientes en casos de enojo o realizar muecas en situaciones de sorpresa, e igualmente sea más fácil asociarlos inconscientemente como un ser inteligente, producto de la forma física similar a la nuestra que se les otorga popularmente. Igualmente destaca que mientras más sean descritos como seres semejantes a las características y apariencia humana, igualmente son descritos como seres más pacíficos y de características angelicales; en cambio, mientras más sean descritos como seres menos semejantes al ser humano, son además más descritos como seres belicosos, terroríficos, malignos, etcétera.

### Comunicación con extraterrestres

#### Escucha de señales artificiales
Se ha teorizado que cualquier sociedad tecnológica estará trasmitiendo información: las radiaciones electromagnéticas generadas por el ser humano son detectables en un radio de más de 50 años luz de la Tierra, y están en constante expansión. El proyecto SETI (Search for Extraterrestrial Intelligence) o "Búsqueda de Inteligencia Extraterrestre", analiza los datos recogidos por los grandes radiotelescopios y los analiza buscando pautas artificiales utilizando superordenadores, así como un gran proyecto de computación distribuida en el mundo; SETI@home. Hasta la fecha, no obstante, tan solo la señal Wow! ha sido reseñable en esta búsqueda.

#### Transmisión de mensajes sin destino
A lo largo del tiempo se han producido también una serie de iniciativas en sentido contrario: no buscar la señal de una posible inteligencia extraterrestre, sino informar de nuestra presencia a potenciales civilizaciones que estén a la escucha. La primera fue el llamado Mensaje de Arecibo, lanzado en 1974 en dirección al cúmulo de estrellas de M13. A bordo de las sondas Pioneer 10 (en dirección a la estrella Aldebarán) y Pioneer 11 (en dirección a la constelación de Aquila) se encuentran sendos mensajes (véase Placa de la Pioneer) destinados a una posible civilización extraterrestre que pudiese interceptar las sondas. Lo mismo ocurre en el caso del Disco de oro de las Voyager, en las sondas Voyager 1 (en dirección a la constelación de Ofiuco) y Voyager 2 (en dirección a la estrella Ross 248). Más recientemente, en 2008, un equipo de científicos ucranianos ha enviado mensajes en dirección al sistema Gliese 876. El 5 de febrero del mismo año a las 0:00 UTC la NASA transmitió la canción "Across the universe" de la banda británica The Beatles en dirección a la estrella Polaris que se encuentra a 431 años luz de la tierra, utilizando una antena de 70m en el DSN's a las afueras de Madrid con el fin de celebrar el 50 aniversario de la NASA, el 45 aniversario de la Deep Spacial Network (DSN) y el 40 aniversario de la canción.
Varios científicos del SETI han advertido que tratar de contactar con hipotéticas civilizaciones extraterrestres enviando transmisiones de radio al espacio es imprudente, acientífico, falto de ética y potencialmente catastrófico.

## Extraterrestres en la ufología

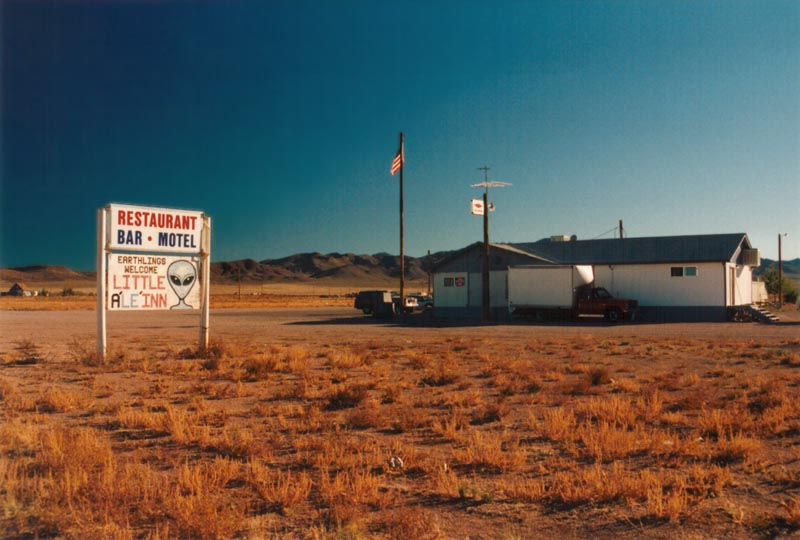
El Little A'Le'Inn; bar, restaurante y motel en Rachel, Nevada, que utiliza la temática de los extraterrestres como principal atractivo turístico.

Durante el siglo XX se han incrementado anécdotas de extraños objetos en los cielos; dichos testimonios aparecen en proporciones tales que se habla de oleadas de ovnis en lugares y fechas dispares. Esto, junto a la difusión de la ciencia (o la imagen de la ciencia) en la cultura popular, ha promovido en ciertos individuos la idea de que los extraterrestres son un fenómeno digno de estudio y de una disciplina propia. Sin embargo, estos disienten de los que consideran a los extraterrestres como un fenómeno sobre el que no hay evidencia que no pueda ser refutada y que por lo tanto no puede haber una ciencia sobre dicho tema, y realmente se interesan más en las anécdotas de los testimonios de presuntos testigos y aceptan como una verdad que los ovnis son navíos tripulados por alienígenas.

### La opinión científica
Según la opinión de los exobiólogos y también de algunos astrónomos, sí es muy probable que la vida haya surgido en otros mundos; la razón de esta afirmación es que las leyes de la física y química son las mismas en todas partes. Los fenómenos que dieron origen a la vida en la Tierra, muchos consideran que pueden repetirse en otro lugar, en donde las condiciones se parezcan lo suficiente.
Pero, debido a que no se dispone todavía de información sobre dichos lugares con condiciones similares (por ejemplo, planetas extrasolares similares a la Tierra), la pregunta sobre la existencia de vida extraterrestre permanece todavía sin una respuesta clara ni científicamente comprobada. Cabe notar que el reconocimiento de la ignorancia en este tema no es sinónimo de denegación. Y que tanto las opiniones a favor como en contra dentro de la comunidad de expertos, hasta la fecha, son opiniones informadas pero sin pruebas irrefutables que establezcan la verdad o falsedad de los hechos. También según la opinión de muchos investigadores es imposible que la Tierra sea el único planeta con vida en un Universo que está continuamente expandiéndose y en el que existen muchos trillones de planetas.
Dicho estado de cosas no impide que existan fuertes críticas hacia la ufología, tanto epistemológicas como metodológicas y semánticas, que hacen que dicha disciplina se encuentre, por consenso general, entre las llamadas seudociencias. Desde el punto de vista epistemológico, se le critica que habitualmente sus expertos hacen afirmaciones infalsificables, es decir, afirmaciones que no pueden rebatirse (por ejemplo, «los ovnis vienen de Ummo»). Desde el lado metodológico, se critica que solamente se limita a observar las reacciones de grupos humanos pero sin entender sus causas; es decir, sin tomar en cuenta que dichas reacciones pueden provenir de fenómenos de histeria colectiva, errores de percepción, modas o bromas recurrentes. En el lado semántico, se considera como altamente dudoso que la Tierra sea tan visitada por extraterrestres («la Tierra sería la encrucijada del Universo», afirmaba Arthur C. Clarke en broma), como parece serlo según la ufología: considerando la extensión del cosmos, el esfuerzo necesario para viajar hasta la Tierra, y la posterior carencia de contacto hace que su presencia resulte un absurdo.
Por otra parte, en lo que se refiere a la potencial comunicación con los extraterrestres para intentar enviar un mensaje a una civilización extraterrestre desconocida, sería fundamental buscar referencias universales. En este contexto, se ha propuesto la idea de una "piedra cósmica de Rosetta", un mensaje artificial que contenga información sobre los conceptos universales de nuestra cultura. Este mensaje incluiría nociones básicas fácilmente reconocibles para cualquier civilización en el universo, con el objetivo de facilitar la comunicación y el entendimiento mutuo.

### La descripción de los supuestos testigos
Las especulaciones sobre el aspecto de los hipotéticos extraterrestres han sido muy numerosas durante todos los tiempos.
Los numerosos supuestos testigos de distinto origen, religión y posición económica y social que aseguran haber tenido algún tipo de contacto, han descrito distintos tipos de seres, que podrían clasificarse en diversas tipologías. Si estos testimonios de gente que haya tenido contacto cercano con ellos son verdaderos, entonces los extraterrestres que vienen a la Tierra serían efectivamente distintas especies.

### La opinión de los ufólogos
Algunos ufólogos utilizan las hipótesis sobre la exobiología y principalmente la descripción de los supuestos testigos para indicar y clasificar a los hipotéticos visitantes según diferentes tipologías, de las cuales algunas creen que serían verdaderamente reales, mientras que otras se consideran falsos testimonios.

## Tipologías clásicas mencionadas en la ufología y ciencia ficción

### Humanoides
Los Humanoides son una tipología que describe un grupo amplio de alienígenas que son representados como una forma y/o rasgos de seres humanos. Es la tipología más mencionada en ufología, y la más popular usada en ciencia ficción debido a su aspecto antropomórfico.

#### Hombrecillos verdes

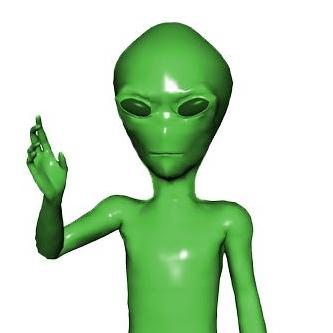
Representación de un hombrecillo verde, tal y como se suele imaginar en ciencia ficción y ufología.

Los hombrecillos verdes (en inglés, Little Green Men) es una tipología que describe alienígenas humanoides de color verde y generalmente de menor tamaño que el ser humano. Es la forma característica de muchos de estos seres en los comienzos de la ciencia ficción. Es la morfología clásica asociada a los marcianos; este tipo de alienígenas es el más usado en la industria del cine clásico de ciencia ficción. Suelen representarse diversos tipos de hombrecillos verdes, algunos con antenas y otros con orejas picudas como duendes, y generalmente estas características son las más usadas en la ciencia ficción y las que han tenido mejor acogida en el folclore popular, pero algunos ufólogos sostienen que existirían seres de pequeño tamaño y piel verde, pero de características anatómicas similares a la de los "Grises" (cabeza grande y ojos oscuros, sin orejas ni antenas).

#### Grises

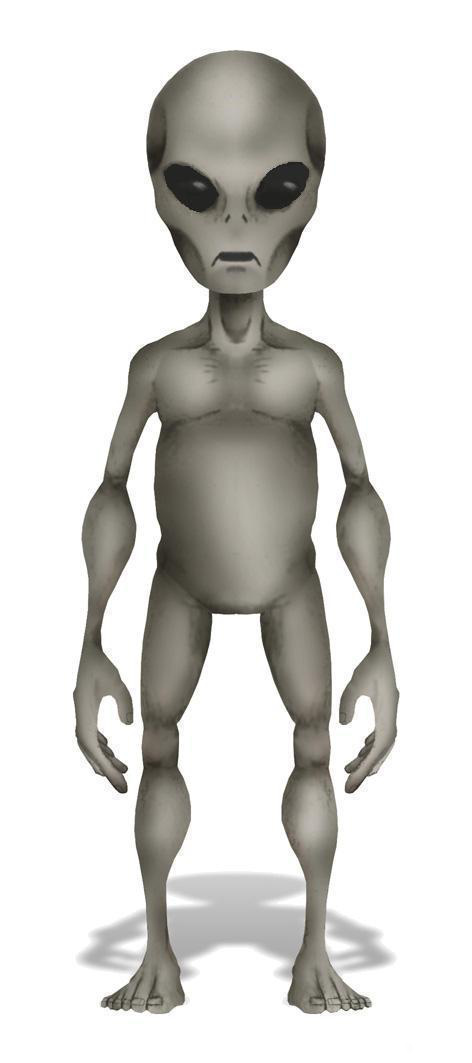
Los grises son una de las supuestas formas de vida extraterrestre de aspecto similar a los humanos.

Los grises son la forma más frecuentemente referida en los casos de abducción extraterrestre y en la cultura popular. Esta tipología describe a alienígenas humanoides de aproximadamente 90 a 150 cm de altura; piel de color gris —de ahí la denominación hecha por los ufólogos—, con cabezas grandes, brazos y piernas delgados, así como ojos negros grandes y ovalados. Se presume que son altamente inteligentes e incluso que poseen poderes psíquicos.
Algunos científicos creen que sería perfectamente posible que existan personas con estas características físicas: la piel gris y los oscuros y enormes ojos negros indicarían que el planeta natal de estos hipotéticos seres sería irradiado por una radiación solar muy débil (a falta de luz, los ojos deben agrandarse, y la pigmentación de la piel se habría atrofiado). Por otro lado, el cuerpo pequeño y la enorme cabeza indicarían la evolución intelectual de estos seres (al incrementarse la capacidad de discernimiento y la habilidad tecnológica, el cerebro se habría agrandado, y al no depender de la fuerza bruta para sobrevivir, los músculos y toda la contextura física se habría encogido).
Según las descripciones de quienes dicen haber estado en contacto con ellos, estos individuos no expresarían ningún tipo de emoción o sentimiento, lo cual es una característica que suele atribuirse al estereotipo de que, a causa de sus grandes cerebros superdesarrollados, su intelecto sería su más latente rasgo psicológico dominante y eso habría eliminado cualquier rastro de instinto o emoción humana.

#### Nórdicos
Los nórdicos son una tipología de alienígenas descrita como casi iguales a los seres humanos; pero con algunas diferencias: piel extremadamente blanca, cabello extremadamente rubio (generalmente largo) y ojos celestes, rasgados u oblicuos, según algunos supuestos testigos. Los alienígenas de esta tipología también son llamados pleyadianos o venusinos por algunas personas, aunque esos nombres son de uso popular y no son aceptados mayoritariamente por la ufología, porque se conoce científicamente que Venus y las Pléyades no son lugares habitables[cita requerida].
Los supuestos testigos suelen describirles con una contextura física atlética y de gran belleza, vistiendo uniformes anatómicos de una sola pieza, generalmente de color blanco. Quienes dicen haber estado en contacto con estos seres afirman que son muy inteligentes, amistosos, preocupados por la humanidad y que, en general, presentan características asociadas a seres angelicales. También se les suelen atribuir poderes psíquicos.[cita requerida]

#### Humanoides gigantes
Los gigantes son seres alienígenas que, según las descripciones de sus supuestos testigos, tienen aspecto prácticamente igual al de los seres humanos, pero de enorme estatura. Su estatura promedio se describe entre 2.5 y 3 metros de altura; además, tendrían algunas diferencias notables: en muchos casos, la piel y el cabello son de coloración extremadamente blanca, según otras descripciones, su cabello es muy negro y sus ojos son de color negros o muy oscuros[cita requerida].
Los creyentes en la existencia de estos seres los asocian con las pinturas rupestres donde se hallan representados humanoides mucho más altos que los hombres normales, en algunos casos representados con un torso triangular y grandes cabezas que algunos se animan a decir que podrían ser cascos y trajes espaciales. Algunos los relacionan con seres descritos en la Biblia, llamados "los hijos de Dios y sus hijos los "Nephilim", mientras que otros también los relacionan con seres de otras mitologías antiguas, tales como los Titanes de la mitología griega.

### Zoomórficos
Los zoomórficos son una tipología que describe un grupo amplio de alienígenas que son representados como una mezcla de rasgos humanoides y de animales terrestres.

#### Reptilianos

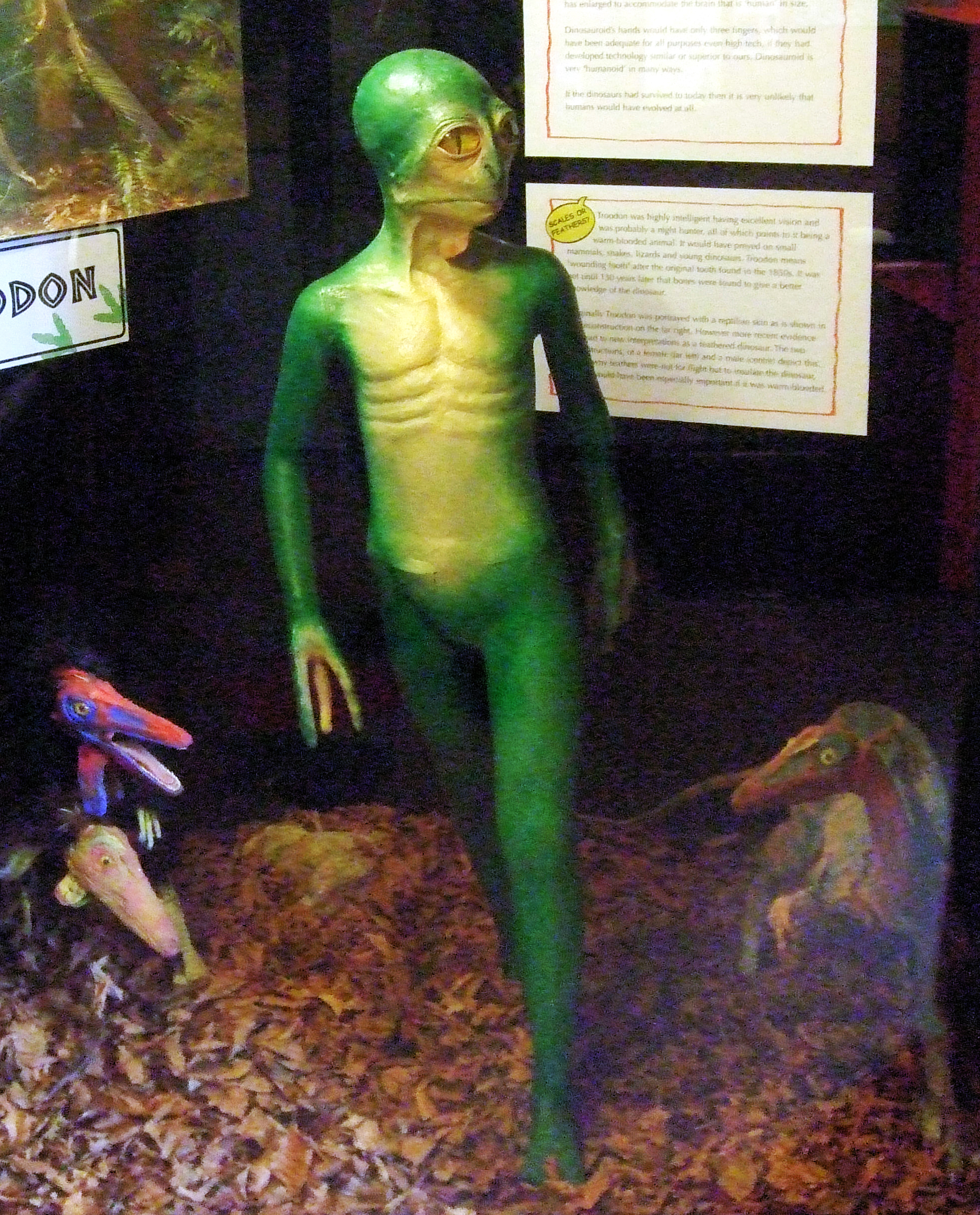
Concepción artística de un reptiliano.

En cuanto a los reptilianos, se dice que la mayor parte de sus supuestas apariciones provienen de los Estados Unidos, y son prácticamente nulos los informes de reptilianos en otros países. Por esta razón, la mayoría de los ufólogos consideran a los reptilianos una invención de la cultura popular estadounidense. Han sido representados en más de una ocasión en libros, series o películas. En todas ellas han sido asociados con actividades malignas, ya sea invasión, rapto de seres humanos o animales para alimentarse o devastación de los recursos.
Una supuesta criatura muy famosa asociada a este tipo de extraterrestre, es el chupacabras. Se dice que estos seres se alimentan de la sangre del ganado. Además, los presuntos testigos suelen describir a seres de pequeño tamaño, con largos colmillos, alas y cuerpo similar al de un perro. Algunos ufólogos y los criptozoólogos no consideran al chupacabras como un extraterrestre, sino como una especie animal aún no descubierta por la ciencia.

#### Insectoides
Los "insectoides" son una tipología que describe a seres con un cuerpo de insecto, generalmente con colmillos y manos largas. En la ciencia ficción se les describe como seres que se alimentan de cosas desagradables y están dispuestos a destruir la raza humana. También son muy usados en películas, como en Distrito 9 (2009), dirigida por Neill Blomkamp.

#### Cefalopoides
Los cefalopoides (de cefalópodo y -oīdes, 'parecido a') son una tipología de extraterrestre que se describe con tentáculos y una morfología similar a la de un pulpo o calamar. Aparentemente esta tipología es unas de las primeras en salir en novelas e historias de ciencia ficción (ejemplo de esto son los marcianos de La guerra de los mundos o los extraterrestres de la película La llegada).

### Xenomórficos
El "xenomórfico" es una tipología que describe un grupo amplio de alienígenas cuyas descripciones rebasan cualquier similitud con criaturas terrestres. Ejemplo de ellos serían figuras nebulosas, ameboides, vegetales, minerales, etcétera. Es el tipo de extraterrestre menos común que mencionan los supuestos testigos.
Estos, además, son poco difundidos y mencionados en los programas de televisión y el cine, y poco frecuentados por los ufólogos.

### Críticas a las tipologías clásicas
Algunos ufólogos, como Jacques Vallée, han notado que las descripciones parecen seguir las expectativas culturales de los individuos (y presentan un notable antropocentrismo). Por lo general, los alienígenas que más se parecen a nosotros son los que son descritos como benevolentes, mientras que los llamados grises, zoomórficos, o los llanamente "xenomórficos" tienden a ser descritos como indiferentes o hasta hostiles, y la apariencia concuerda con la conducta que describen los que afirman ser testigos.
También se ha notado que los encuentros descritos contienen muchos elementos ya presentes en fábulas y leyendas de encuentros con seres considerados como mágicos o divinos en las culturas antiguas y que, muy probablemente, tienen un origen común. Que dicho origen común sea que las leyendas se basen en hechos reales o que los presuntos hechos reales sean manifestaciones de nuevos mitos en proceso de creación es materia de debate entre los ufólogos.
Sin embargo, los partidarios indican que cabe destacar que no en todos los casos la asociación antropomórfica corresponde a la psicología humana y a la influencia de la cultura popular[cita requerida], sino que en la mayoría de las descripciones presuntamente veraces los extraterrestres no comparten las características que se les atribuye en la ciencia ficción ni el perfil psicológico típico de la humanidad[cita requerida]; por ejemplo, la amplia variedad de emociones humanas es totalmente ajena a la psique de los grises, a los que se representa como seres emocionalmente neutros; y, en cuanto a características físicas, los alienígenas más influyentes de la ciencia ficción suelen ser extravagantes, con rasgos muy elaborados y sofisticados, como lo son los zoomórficos y xenomórficos, mientras que los alienígenas de los relatos de abducción son humanoides de distintas tipologías clásicas que no abundan en la mayor parte de las sagas de ciencia ficción.[cita requerida]
Al referirse a las descripciones clásicas de humanoides, se dice que, si fueran verdaderas, veríamos cómo los rasgos humanos no son sólo nuestros y únicos, por lo que a algunos observadores les hace pensar que tendríamos ancestros comunes.[cita requerida] Los ufólogos creen que es posible que compartamos nuestro fenotipo con otros seres nacidos hipotéticamente en otros sitios del Cosmos, pero eso no indicaría necesariamente un parentesco evolutivo con las especies antropomorfas, ya que lo más probable es que podría deberse al fenómeno de la evolución convergente; sin embargo, la ciencia descarta la probabilidad de la existencia de la apariencia completamente humana como evolución convergente.[cita requerida]

## Obras de ciencia ficción con extraterrestres
Los extraterrestres como personajes están presentes en muchas historias de ciencia ficción. En ellas, suele haber civilizaciones extraterrestres muy avanzadas, que a menudo visitan la Tierra con fines que pueden ser pacíficos (pero experimentales), o bien hostiles.
Una gran parte de las novelas, las películas y las series de televisión sobre extraterrestres tienen el doble sentido de hablar también sobre el racismo, entre muchas otras actitudes presentes en nuestra sociedad. Algunas de las más significativas son:
Novelas
- La guerra de los mundos (Herbert George Wells, 1898)
- Crónicas marcianas (Ray Bradbury, 1950)
- El fin de la infancia (Arthur C. Clarke, 1953)
- Tropas del espacio (Robert A. Heinlein, 1959)
- Solaris (Stanislaw Lem, 1961)
- Mundo Anillo (Larry Niven, 1970)
- Los propios dioses (Isaac Asimov, 1972)
- La paja en el ojo de Dios (Larry Niven y Jerry Pournelle, 1974)
- El nombre del mundo es Bosque (Ursula K. LeGuin, 1976)
- El juego de Ender (Orson Scott Card, 1985)

Películas
- Ultimátum a la tierra (Robert Wise, 1951)
- La guerra de los mundos (Byron Haskin, 1953)
- Invasion of the Body Snatchers (Don Siegel, 1956)
- La guerra de las galaxias (George Lucas, 1977)
- Close Encounters of the Third Kind (Steven Spielberg, 1977)
- Alien (Ridley Scott, 1979)
- E.T., el extraterrestre (Steven Spielberg, 1982)
- Starman (John Carpenter, 1984)
- Dia de la independencia  (Roland Emmerich, 1996)
- Contacto (Robert Zemeckis, 1997)
- Hombres de negro  (Barry Sonnenfeld, 1997)
- Avatar (James Cameron, 2009)

Series de televisión
- Doctor Who (Sydney Newman, 1963-)
- Star Trek: la serie original (Gene Roddenberry, 1966-1969)
- Space: 1999 (Gerry Anderson y Silvia Anderson, 1975-1978)
- V (Kenneth Johnson, 1983-1985)
- Enano Rojo (Rob Grant y Doug Naylor, 1988-1999)
- The X-Files (Chris Carter, 1993-2002)
- Babylon 5 (J. Michael Straczynski, 1993-1998)
- 3rd Rock from the Sun (Bonnie Turner y Terry Turner, 1996-2001)
- Taken (Steven Spielberg y Leslie Bohem, 2002)
- Plutón BRB Nero (Álex de la Iglesia, 2008-2009)
- Falling Skies (Steven Spielberg y Robert Rodat, 2011-2015)

Videojuegos
- Área 51
- Dead Space
- Half-Life
- Halo
- Mass Effect
- Singularity
- StarCraft
- Los Sims 2
- Destroy All Humans!
- Alien: Isolation
- Contra
- Alien hominid

## En la religión
La creencia en seres extraterrestres adquirió auras de religión en la segunda mitad del siglo XX, cuando muchos libros pseudoufológicos y neorreligiosos se basaban en la llegada de seres de otros planetas o creadores de nuestra civilización. Las tendencias de la New Age llegaron a insinuar que Jesucristo podría ser un extraterrestre, y adjudicaron muchos hechos de los libros religiosos, especialmente de la Biblia, como acciones realizadas por los extraterrestres. Los nuevos descubrimientos arqueológicos y los avances de la ciencia, especialmente en la astronomía, fueron desmontando muchas teorías sobre vida extraterrestre en la Luna, Venus, Marte y otros planetas de nuestro sistema planetario. Finalmente, la falta de pruebas que confirmasen que los OVNIs son de origen extraterrestre, sumado a los muchos fraudes sobre el tema hicieron perder interés en esta creencia, sin que por ello, los científicos, cada día en mayor cantidad, empiecen a dar como segura la posibilidad de otros planetas en torno a estrellas de nuestra galaxia y otras galaxias que puedan albergar vida inteligente. Hecho que se reforzó por el descubrimiento astronómico de más de cien planetas en estrellas próximas a nuestro Sol.

## La ecuación de Drake
La ecuación de Drake estima aproximadamente la cantidad de vida extraterrestre que hay en el universo. La ecuación está basada en los siguientes parámetros:
{\displaystyle N=R^{*}~\cdot ~f_{p}~\cdot ~n_{e}~\cdot ~f_{l}~\cdot ~f_{i}~\cdot ~f_{c}~\cdot ~L}
donde {\displaystyle N} representa el número de civilizaciones que podrían comunicarse en nuestra galaxia, la Vía Láctea. Este número depende de varios factores:
- {\displaystyle R^{*}} es el ritmo anual de formación de estrellas "adecuadas" en la galaxia.
- {\displaystyle f_{p}} es la fracción de estrellas que tienen planetas en su órbita.
- {\displaystyle n_{e}} es el número de esos planetas orbitando dentro de la ecosfera de la estrella (las órbitas cuya distancia a la estrella no sea tan próxima como para ser demasiado calientes, ni tan lejana como para ser demasiado frías para poder albergar vida).
- {\displaystyle f_{l}} es la fracción de esos planetas dentro de la ecosfera en los que la vida se ha desarrollado.
- {\displaystyle f_{i}} es la fracción de esos planetas en los que la vida inteligente se ha desarrollado.
- {\displaystyle f_{c}} es la fracción de esos planetas donde la vida inteligente ha desarrollado una tecnología e intenta comunicarse.
- {\displaystyle L} es el lapso, medido en años, durante el que una civilización inteligente y comunicativa puede existir.

## Paradoja de Fermi
La paradoja de Fermi es la aparente contradicción entre las cifras entregadas por estimaciones como la ecuación de Drake, que sostienen una alta probabilidad de que el universo se hayan desarrollado otras civilizaciones inteligentes además de la humanidad, pero que contravienen la lógica de nuestras observaciones actuales donde aún no tenemos evidencia de la existencia de estas civilizaciones. Surgió en 1950 en una conversación de Enrico Fermi con otros físicos. Pero se ha tomado en cuenta e importantes implicaciones en los proyectos de búsquedas de señales de especies alienígenas tecnológicamente avanzadas como el SETI.